# (33418) Jacksonweaver
1999 CJ106 (asteroide 33418) é um asteroide da cintura principal. Possui uma excentricidade de 0.04117320 e uma inclinação de 4.72628º.
Este asteroide foi descoberto no dia 12 de fevereiro de 1999 por LINEAR em Socorro.